# Nina Kuscsik
Nina Louise Kuscsik (Brooklyn (New York), 2 januari 1939 – Huntington (New York), 8 juni 2025) was een Amerikaanse langeafstandsloopster. Zij was in de jaren zeventig van de vorige eeuw een voorvechtster voor gelijke rechten voor mannen en vrouwen bij wegwedstrijden, zoals de marathon.

## Biografie
Nina Kuscsik werd in 1939 geboren en deed in haar jeugd mee aan wieler- en schaatswedstrijden. In 1967 begon Kuscsik met joggen met het boek Bill Bowerman's Jogging als leidraad en begon in 1969 met het lopen van wedstrijden, waarbij ze deelnam als onofficiële loopster in de marathon van Boston, eindigend in een tijd van 3:46. Kuscsik was in 1970 de eerste vrouwelijke deelnemer aan de New York City Marathon en de eerste vrouw die in 1972 officieel de marathon van Boston won. Naast Beth Bonner was Kuscsik de tweede Amerikaanse vrouw die binnen drie uur een marathon voltooide, met een tijd van 2:56.04 tijdens de marathon van New York in 1971. (Bonner deed hetzelfde in 2:55.22 in dezelfde wedstrijd).
Kuscsik liep meer dan 80 marathons, met een besttijd van 2:50.22 en is voormalig Amerikaans recordhouder bij de vrouwen op de 50 mijl, met een tijd van 6:35.53 in 1977 in Central Park, New York. Kuscsik vertegenwoordigde de Verenigde Staten tijdens internationale competities in Duitsland en Puerto Rico. Zij bleef ook in haar latere jaren rennen en was de eerste vrouw die in 1979, 1980 en 1981 de Empire State Building Run-Up voltooide. 
Kuscsik werkte mee aan de wijzigingen van de atletiekregels in de Verenigde Staten om vrouwen in staat te stellen aan de marathonafstand deel te nemen. De regels werden in 1972 gewijzigd, maar vrouwen moesten wel apart starten, tien minuten voor of na de mannen. Enkele maanden later, bij de start van de marathon van New York, veranderden Kuscsik en vijf andere vrouwen de sport voor altijd. Ze stonden samen aan de startlijn in Central Park en toen het startschot ging, zetten ze zich neer uit protest tegen de aparte startstatus van vrouwen. Nadat ze hun verhaal aan de pers gedaan hadden, stonden de dames op en begonnen te rennen. Kuscsik bleef strijden voor gelijke vrouwenrechten op de AAU-conventie van 1972. Ze spande een rechtszaak aan met hulp van ACLU-advocaten, die eisten dat de "aparte maar gelijke" start uit de reglementen werd gehaald. Ze wonnen de zaak, waarbij de regel over de aparte start voor vrouwen verwijderd werd. Kuscsik stelde ook een resolutie op die door de VS en de IAAF aangenomen werd om vanaf 1984 de vrouwenmarathon als discipline bij de Olympische Spelen op te nemen. Kuscsik schreef artikelen voor Runner's World en andere vrouwen- en fitnessmagazines en was commentator bij loopwedstrijden voor onder andere CBS Radio, New York.
Kuscsik werd in 1980 opgenomen in de Road Runners Club of America Hall of Fame, in 1999 in de National Distance Running Hall of Fame en in 2012 in de New York Road Runners Hall of Fame.
Kuscsik overleed op 8 juni 2025 op 86-jarige leeftijd.

## Palmares

### Marathon
- 1969:  Boston Marathon - 3:46.00
- 1970:  Boston Marathon - 3:12.16
- 1971:  Boston Marathon - 3:09.00
- 1971:   New York City Marathon - 2:56.04
- 1972:  Boston Marathon - 3:10.26
- 1972:   New York City Marathon - 3:08.42
- 1973:  Boston Marathon - 3:06.29
- 1973:   New York City Marathon - 2:57.07
- 1974:  Boston Marathon - 2:55.12